# Майданська сільська рада (Ковельський район)
Майданська сільська рада — колишня адміністративно-територіальна одиниця у Ковельському районі Волинської області з центром у селі Майдан.
Припинила існування через об'єднання до складу Голобської селищної територіальної громади Волинської області. Натомість утворено Майданський старостинський округ при Голобській селищній громаді.

## Населені пункти
Сільській раді були підпорядковані населені пункти:
- с. Майдан
- с. Діброва
- с. Солотвин

## Склад ради
Сільська рада складалась з 12 депутатів та голови. Склад ради: семеро депутатів (58.3 %) — самовисуванці та п'ятеро депутатів (41.7 %) — від партії Сильна Україна. 

## Керівний склад сільської ради
| ПІБ                           | Основні відомості                                                                      | Дата обрання | Дата звільнення |
| ----------------------------- | -------------------------------------------------------------------------------------- | ------------ | --------------- |
| Доменюк Валентина Анатоліївна | Сільський голова, 1968 року народження, освіта, Всеукраїнське об'єднання «Батьківщина» | 26.03.2006   | 31.10.2010      |
| Бурко Віталій Андрійович      | Сільський голова, 1985 року народження, освіта вища                                    | 31.10.2010   |                 |

Примітка: таблиця складена за даними джерела

## Населення
Населення сільської ради згідно з переписом населення 2001 року становить 427 осіб. 
| Населенні пункти  | 2001 рік | 1989 рік |
| ----------------- | -------- | -------- |
| Діброва           | 41       | 400      |
| Майдан            | 192      | 350      |
| Солотвин          | 194      | 680      |
| Сукупне населення | 427      | 1,430    |

### Мова
Розподіл населення за рідною мовою за даними перепису 2001 року:
| Мова       | Відсоток |
| ---------- | -------- |
| українська | 98,36 %  |
| вірменська | 1,64 %   |

## Географія
Сільрада розташована на південному краї Ковельського району. Граничить із заходу з Турійським районом та з півдня з Рожищенським районом. На півночі межує з Дрозднівською та зі сходу з Новомосирською сільськими радами.
Біля села Майдан протікає річка Стохід, котра впадає до Прип'яті (басейн Дніпра). 